# Jacques Santkin
Jacques Santkin (ur. 28 grudnia 1948 w On, zm. 28 sierpnia 2001 w Liège) – belgijski i waloński polityk, minister w rządzie federalnym, parlamentarzysta, w 2001 eurodeputowany.

## Życiorys
Ukończył studia licencjackie w zakresie zarządzania na Uniwersytecie w Liège. Zaangażował się w działalność walońskiej Partii Socjalistycznej. Pracował od 1973 jako urzędnik (asystent inspektora) w resorcie opieki społecznej. W 1977 został radnym Marche-en-Famenne, funkcję tę pełnił do 1995. Od 1981 do 1984 był radnym prowincji Luksemburg. Na początku lat 80. pełnił funkcję doradcy ministra ds. Regionu Walońskiego.
Od 1984 do 1995 sprawował mandat posła do federalnej Izby Reprezentantów. Od 1984 do 1995 był posłem do rady wspólnoty francuskiej, a także do rady Regionu Walońskiego. W 1994 premier Jean-Luc Dehaene powierzył mu stanowisko ministra zdrowia publicznego, środowiska i integracji społecznej w rządzie federalnym, które zajmował do 1995. W 1997 został prezesem zarządu fundacji obszarów wiejskich w Walonii. Od 1995 do 1999 zasiadał w belgijskim Senacie (jako senator wytypowany przez radę Wspólnoty Francuskiej, następnie przez dwa lata jako senator dokooptowany.
1 lutego 2001 objął mandat deputowanego do Parlamentu Europejskiego V kadencji w miejsce Freddy'ego Thielemansa. Zasiadał w grupie socjalistycznej, a także w Komisji ds. Zagranicznych, Praw Człowieka, Wspólnego Bezpieczeństwa i Polityki Obronnej. Zmarł 28 sierpnia tego samego roku.
Odznaczony Orderem Leopolda IV klasy (1999).